# 元知识
元知识（英語：metaknowledge）是关于描述、使用一般知识的知识。元知识常被宽泛地依照字面意思称为“关于知识的知识”。
元知识是数个科学领域中的基本概念工具，这些领域包括知识工程、知识管理以及其他涉及对知识的研究和操作的领域。元知识是抽象自具体的概念、术语等的客体、实体。第一级别的元知识包括关于计划、建模、标签、学习和更新领域知识的方法。